# NGC 5674
NGC 5674 ist eine Balken-Spiralgalaxie vom Hubble-Typ SBc im Sternbild Jungfrau. Sie ist schätzungsweise 334 Millionen Lichtjahre von der Milchstraße entfernt.
Die Galaxie wurde am 12. Mai 1793 von dem Astronomen William Herschel mithilfe seines 18,7-Zoll-Spiegelteleskop entdeckt und später von Johan Dreyer in seinem New General Catalogue aufgenommen.